# Різдвяні страви

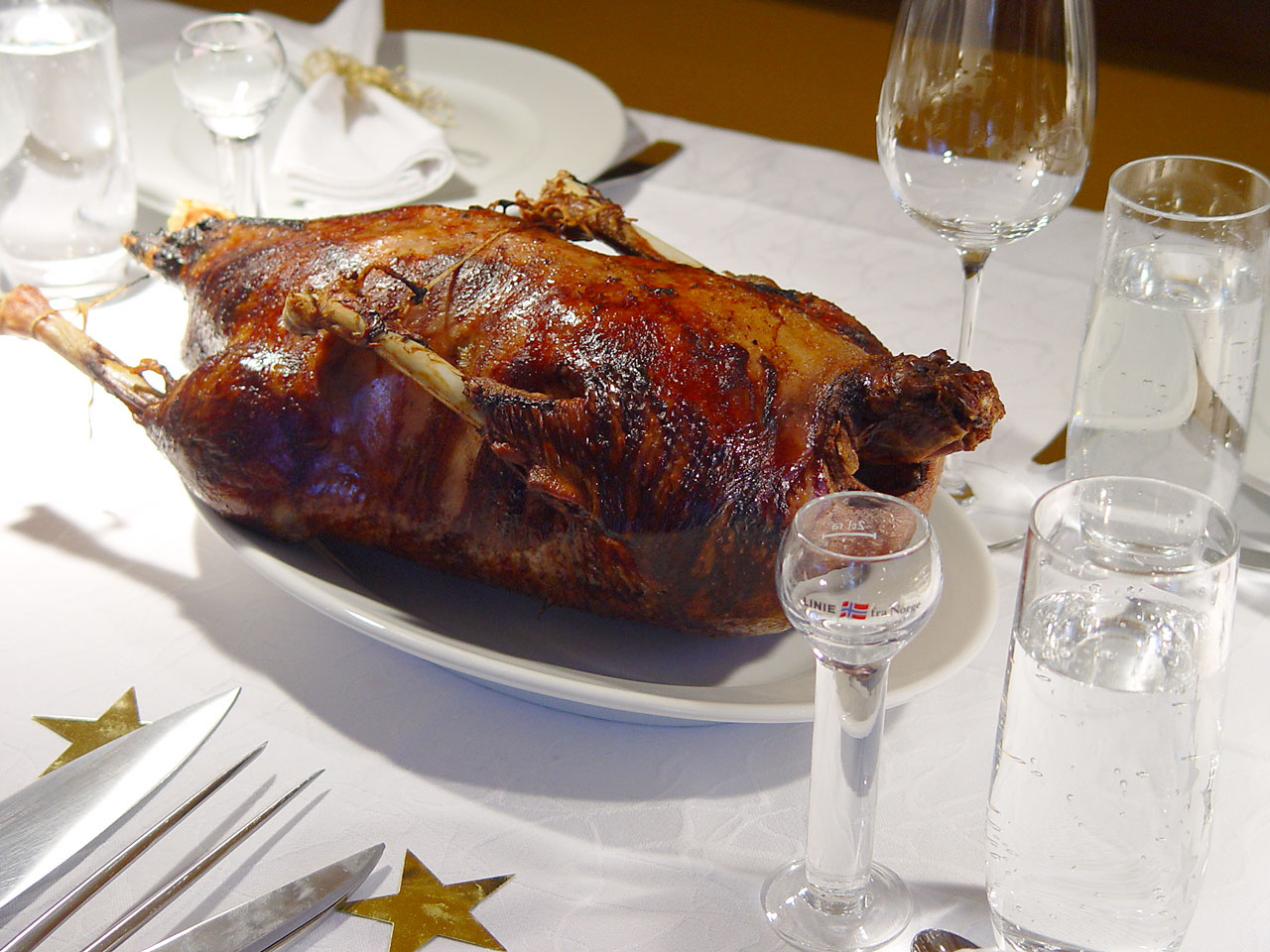
Різдвяний гусак

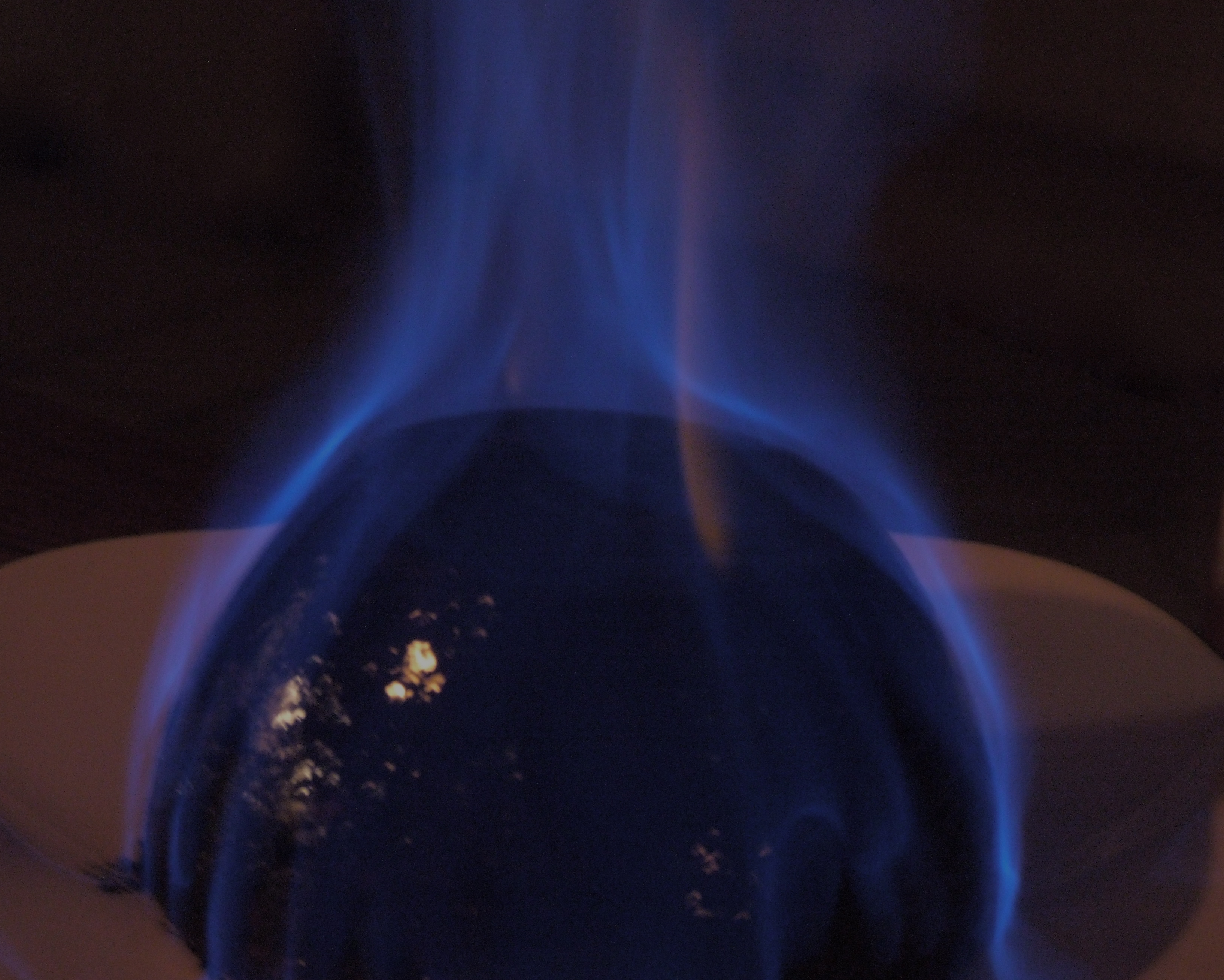
Різдвяний пудинг

Різдвяні страви — страви, які традиційно готуються у різних народів з переважно християнським населенням на свято Різдва Христового:
- У Білорусі: сочево (коливо, кутя, сита), журавлинний кисіль, печисто (запечене великим шматком м'ясо (свинина, яловичина) або птах), домашні наливки (домашня настоянка з чорноплідної горобини, журавлини, малини та інших ягід);
- У Бельгії: теляча ковбаса з трюфелями, м'ясо кабана, традиційний торт, вино;
- У Болгарії: 7, 9 або 11 пісних страв. баниця з сюрпризом.
- У Великій Британії: індичка під соусом з агрусу, різдвяний пудинг і бренді;
- У Вірменії: свинячий окіст або індичка;
- В Німеччині: смажений гусак; картопляний салат з сосисками;
- В Греції: індичка у вині;
- В Данії: качка або гусак, фаршировані фруктами, рисовий пудинг, посипаний корицею;
- В Естонії: квашена капуста, вериворст — кров'яні ковбаски, піпаркук — печиво з корицею і чорним меленим перцем;
- В Ірландії: індичка або окіст;
- В Іспанії: смажений баранчик, молюски, індичка, молочне порося, херес;
- В Італії: парова тріска або окунь з білим вином;
- В Латвії: горох з беконним соусом, маленькі пиріжки, капуста і сосиски, мандарини, піпаркукас — печиво з корицею і чорним меленим перцем;
- В Литві: дванадцять пісних страв на святвечір, фарширований короп, макове молоко і журавлинний кисіль, «кучюкай» — маленьке печиво з маком;
- В Люксембурзі: яблука, місцеве ігристе вино;
- В Нідерландах: кролик, оленина або дичина;
- В Польщі: дванадцять страв, у тому числі борщ з червоного буряка, короп в дриглях й іноді кутя;
- В  Португалії: баккалао, кекс болорей, дуже солодкий портвейн;
- В Росії: (коливо, сочиво, сита), качка або гусак з яблуками, козулі (печиво з пряникового тіста);
- У Словаччині: капусняк і короп з картопляним салатом, тонка облатка з медом і часником;
- У Фінляндії: окіст, сьомга, форель, морквяна, бруквяна або картопляна запіканка, листові тістечка з сливовим варенням, зелений горошок, брусниця, журавлина;
- У  Франції: устриці, паштет з гусячої печінки, індичка в білому вині, шампанське і сири; всюди до столу на Різдво подають копчений окіст, дичину, салати, випічку, фрукти, цукерки і вино. На північному сході Франції головною стравою часто є гусак, у Бургундії — індичка з каштанами. В Бретані традиційно подаються коржі з гречки зі сметаною, а парижани воліють устриць, лобстерів, паштет з гусячої печінки (часто поданий у вигляді різдвяного поліна) і шампанське.
- У Чехії: смажений короп і картопляний салат;
- У Швеції: юлмуст, різдвяна шинка (юльшинка), печиво з прянощами, різні види оселедця;
- В  Угорщини: тонка облатка, намазана медом і подається з часником;
- В Україні: борщ з вушками,  капусняк, узвар, кутя (коливо), качка або гусак, фаршировані яблуками або індичка також фарширована яблуками або сухарями.